# Sten Olsson
Sten Olsson, švedski rokometaš, * 8. februar 1944, † 7. marec 2008.
Leta 1972 je na poletnih olimpijskih igrah v Münchnu v sestavi švedske rokometne reprezentance osvojil sedmo mesto.